# Relugas Compact
Als Relugas Compact (dt. Relugas-Übereinkunft) wird eine politische Abmachung der britischen Staatsmänner H. H. Asquith, Richard Haldane und Sir Edward Grey vom November 1905 bezeichnet, bei der die drei oppositionellen Spitzenpolitiker sich hinsichtlich ihrer Pläne im Falle einer Regierungsübernahme der Liberal Party, der sie angehörten, abstimmten und Vereinbarungen trafen, unter welchen Bedingungen sie bereit wären, in eine neuzubildende liberale Regierung einzutreten.

## Zustandekommen und Inhalt der Übereinkunft
Die Vereinbarung des liberalen Dreigestirns ist nach dem Standort der Fischerhütte im Besitz von Sir Edward Grey im Verwaltungsgebiet Moray in Nordschottland benannt, in der sich Asquith, Haldane und Grey zur Schließung ihrer Vereinbarung trafen.
Asquith, Grey und Haldane, 1905 die führenden Männer des rechten Flügels der oppositionellen Liberal Party, erreichten bei ihrer Zusammenkunft in Greys Hütte ein grundsätzliches Einvernehmen über die Vorbedingungen, die ihr Parteichef Sir Henry Campbell-Bannerman erfüllen müsste, damit sie bereit wären, in eine von ihm geführte Regierung einzutreten. Da der Abtritt der noch amtierenden Regierung Balfour und die Übernahme der Regierungsverantwortung durch die Liberalen damals bereits absehbar war, beschlossen die drei „Rechten“ (Liberal Imperialists) in Relugas einvernehmlich, gegenüber dem dem „linken“ Flügel der Partei angehörenden Campbell-Bannerman in der Phase der Regierungsbildung und später innerhalb eines gemeinsamen Kabinetts geeint aufzutreten. Eine Absicht, die sie mit der Hoffnung verbanden, durch ein gemeinsames Auftreten größeres politisches Gewicht aufzubringen und so mehr Druck auf den zukünftigen Premier ausüben zu können.
So verständigten sich die drei darauf, dass Vorbedingung eines jeden von ihnen die folgende Ressortverteilung sein müsste: Asquith hätte das Amt des Schatzkanzlers, das zweitwichtigste Regierungsamt nach dem des Premiers, zu erhalten, Grey müsste das Amt des Außenministers erhalten und Haldane wiederum müsste den Posten des Lord Chancellors bekommen. Das Herzstück der Absprache war jedoch, dass man Campbell-Bannerman dazu bewegen müsse, anlässlich der Regierungsbildung auf die Führung der Liberalen im Unterhaus zugunsten Asquiths zu verzichten, seiner eigenen Erhebung in den Adelsstand und der damit verbundenen Avancierung ins Oberhaus zuzustimmen. Des Weiteren sollte die Regierungslinie in entscheidenden Punkten auf den Kurs des imperialistischen Flügels der Partei einschwenken.
Einen Monat später, als es tatsächlich zur Regierungsbildung kam, blieb der Relugas Compact zunächst folgenlos: Nach dem Sturz der Regierung Balfour begann Campbell-Bannerman zwar sofort wie erwartet mit der Bildung einer neuen Regierung, zeigte sich dabei aber völlig unbeeindruckt von den – sehr diplomatisch vorgetragenen – Forderungen der drei rechten Liberalen. Anstatt wie erhofft die Einbindung der drei führenden Männer des rechten Flügels seiner Partei als „unerlässliche“ Voraussetzung für die Bildung einer Regierung zu halten und dementsprechend alle ihre Forderungen anzunehmen, signalisierte er vielmehr die Bereitschaft, notfalls auch eine Regierung ohne Haldane, Asquith und Grey zu bilden. Nachdem Grey die Regierungsbildung einige Tage unter Inkaufnahme des Risikos einer Parteispaltung hinausgezögert hatte, gaben die drei schließlich klein bei und schlossen sich der neuen Regierung Campbell-Bannermans zu seinen Bedingungen an. Asquith und Grey erhielten die von ihnen gewünschten Ämter, während Haldane sich mit dem Kriegsministerium begnügen musste. Entscheidend war jedoch, dass Campbell-Bannerman die Schlüsselposition des Führers der Liberalen im Unterhaus weiterhin sich selbst vorbehielt und den Versuch abblockte, ihn ins Oberhaus abzuschieben.
Der Relugas Compact wurde für die Politik der von Asquith nach Campbell-Bannermans Tod 1908 gebildeten Regierung noch einmal relevant, da die Absprachen des Compacts im Wesentlichen die organisatorische Grundlage und die inhaltliche Ausrichtung der Asquith-Regierung in den Jahren 1908 bis 1914/15 vorgaben. So übernahm Asquith nach Campbell-Bannermans Tod die Führung der Liberalen im Unterhaus und Haldane bekleidete von 1912 bis 1915 das Amt des Lord Chancellor, während die in Relugas formulierten innen- und außenpolitischen Auffassungen der drei Liberal Imperialists maßgebliche Bedeutung für die britische Regierungspolitik zwischen 1908 und 1915/16 haben sollte.